# Lifan

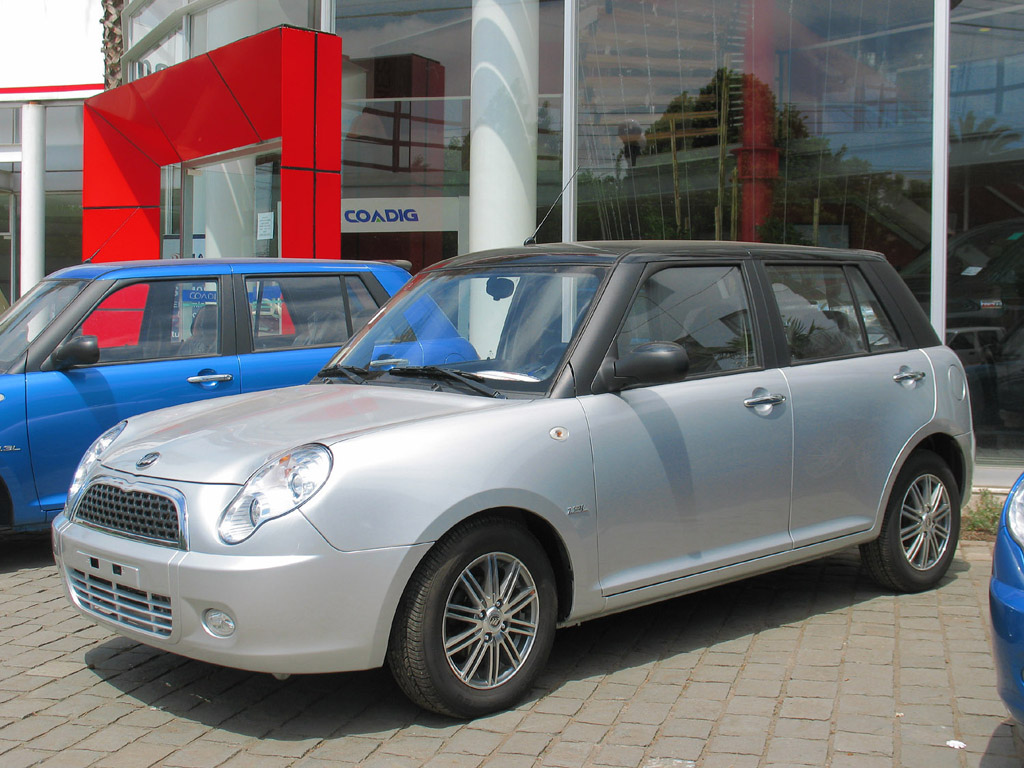
Lifan 320

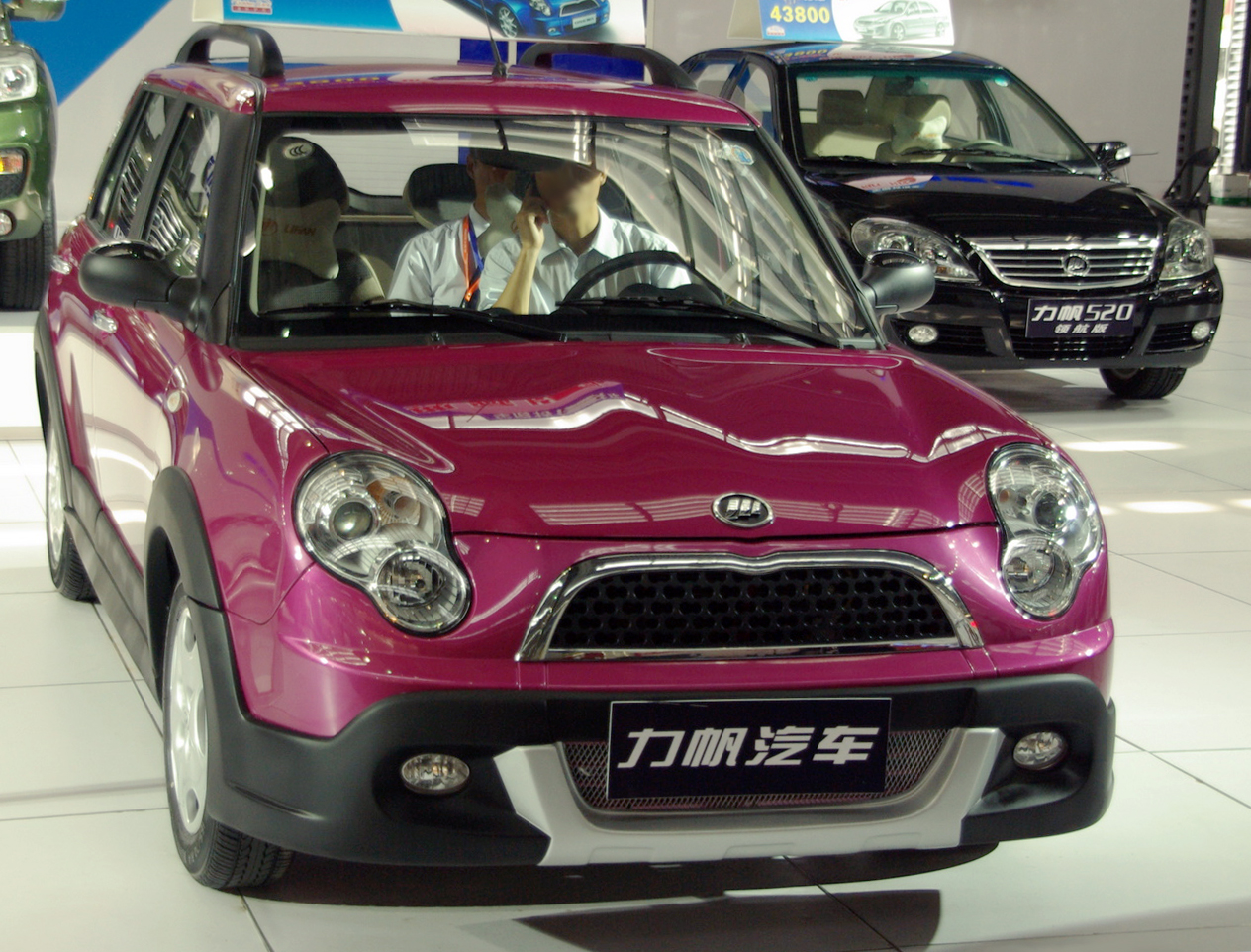
Lifan 320 Cross

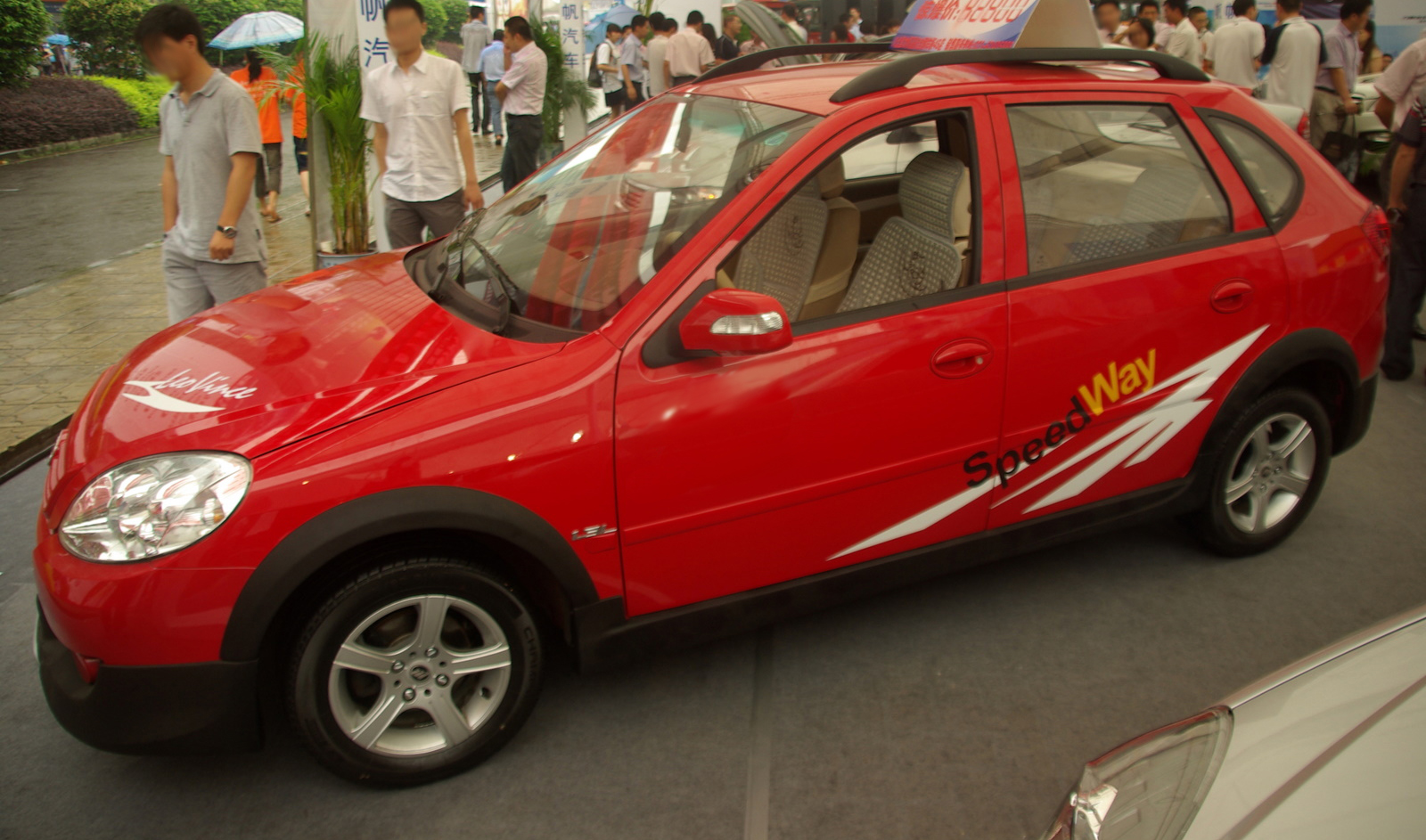
Lifan 520i

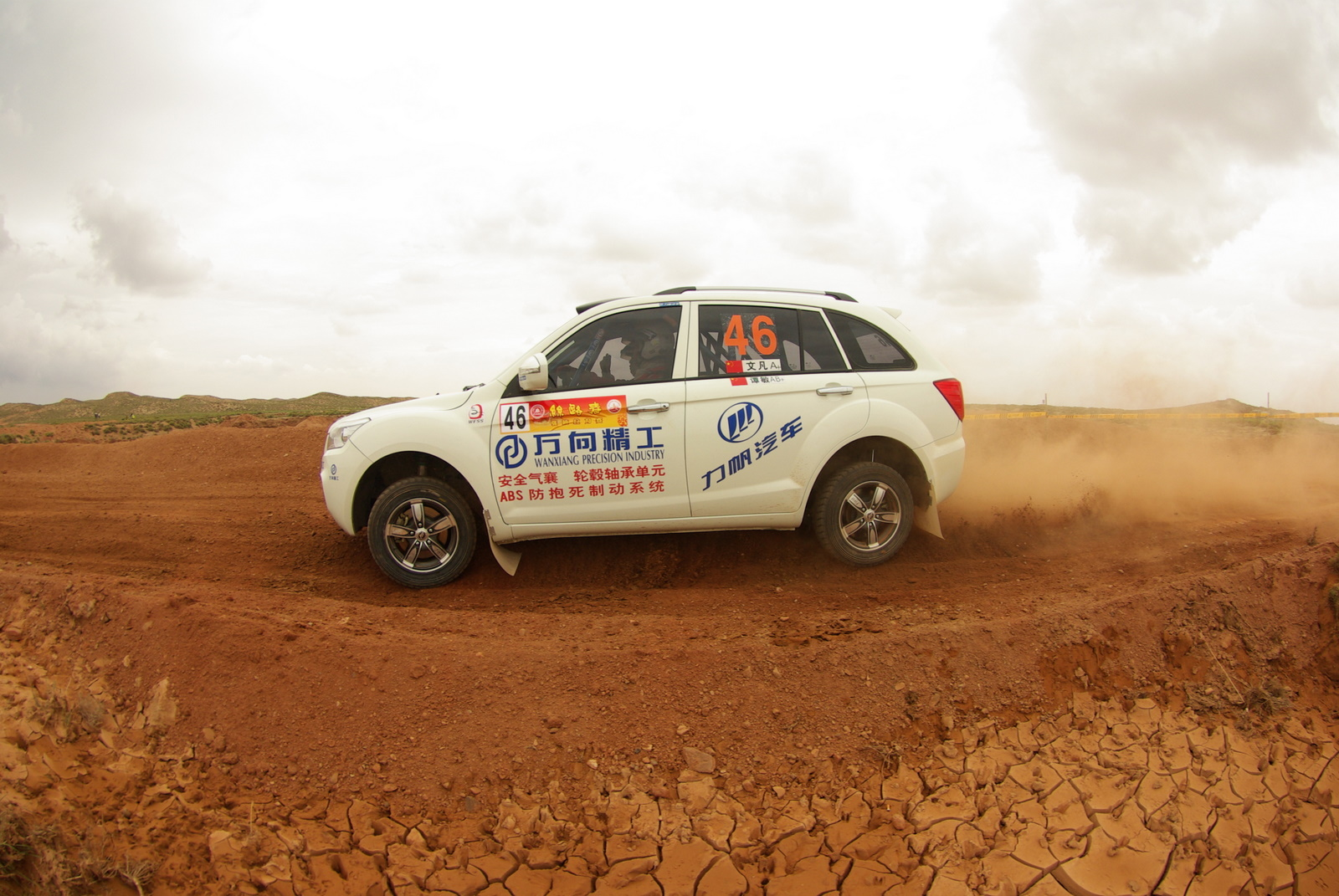
Lifan X60

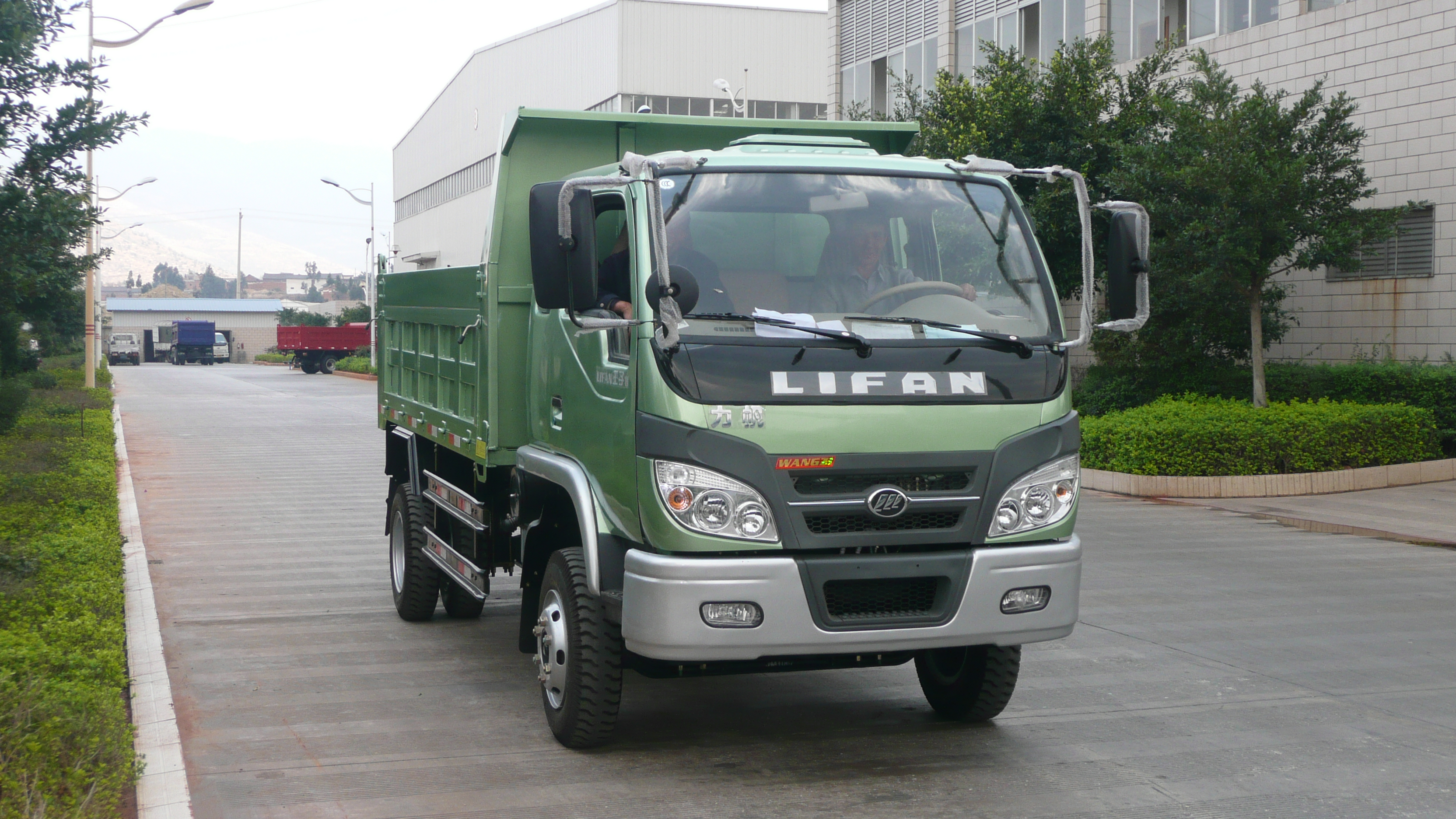
Lifan truck

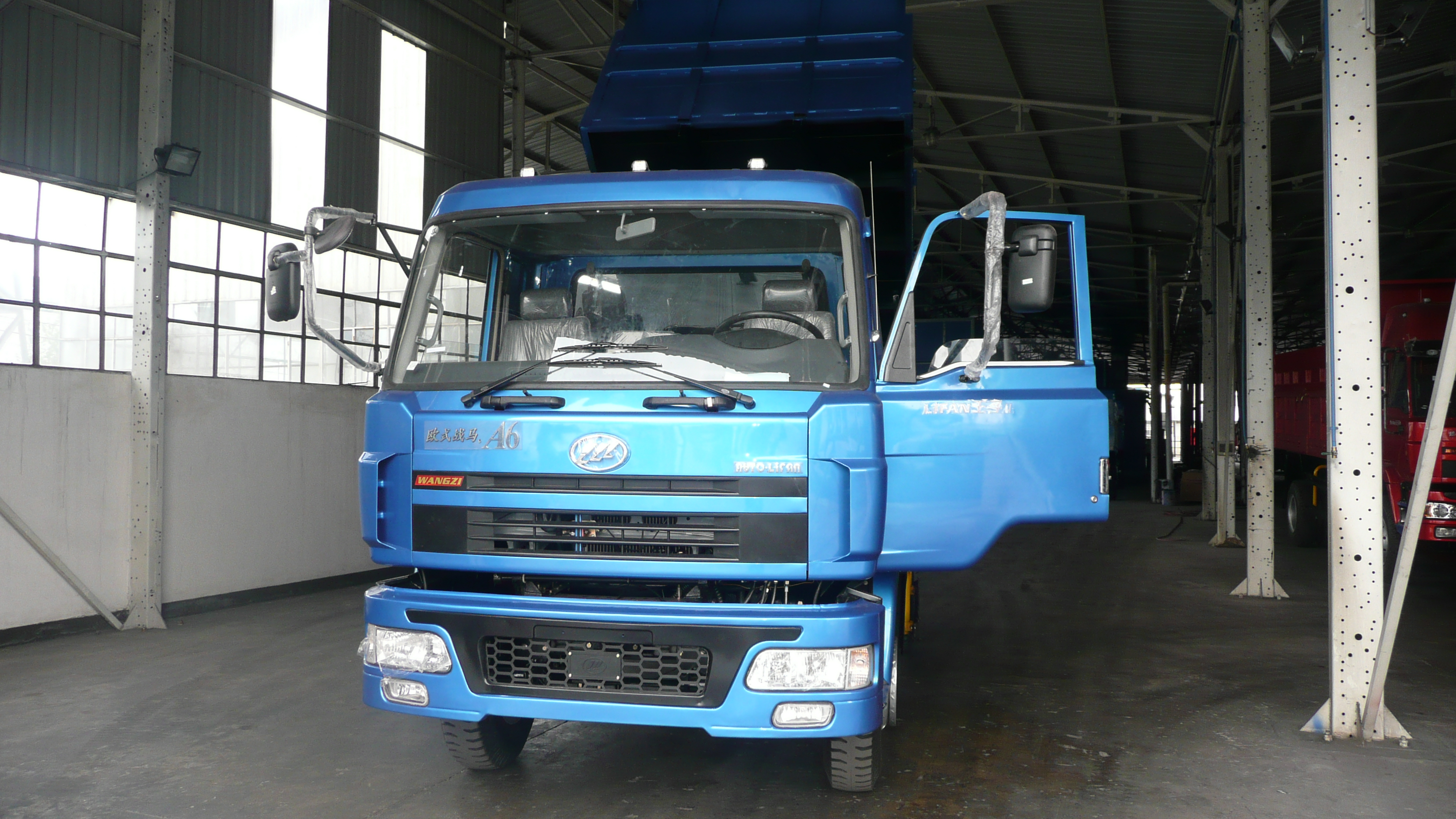
Lifan truck

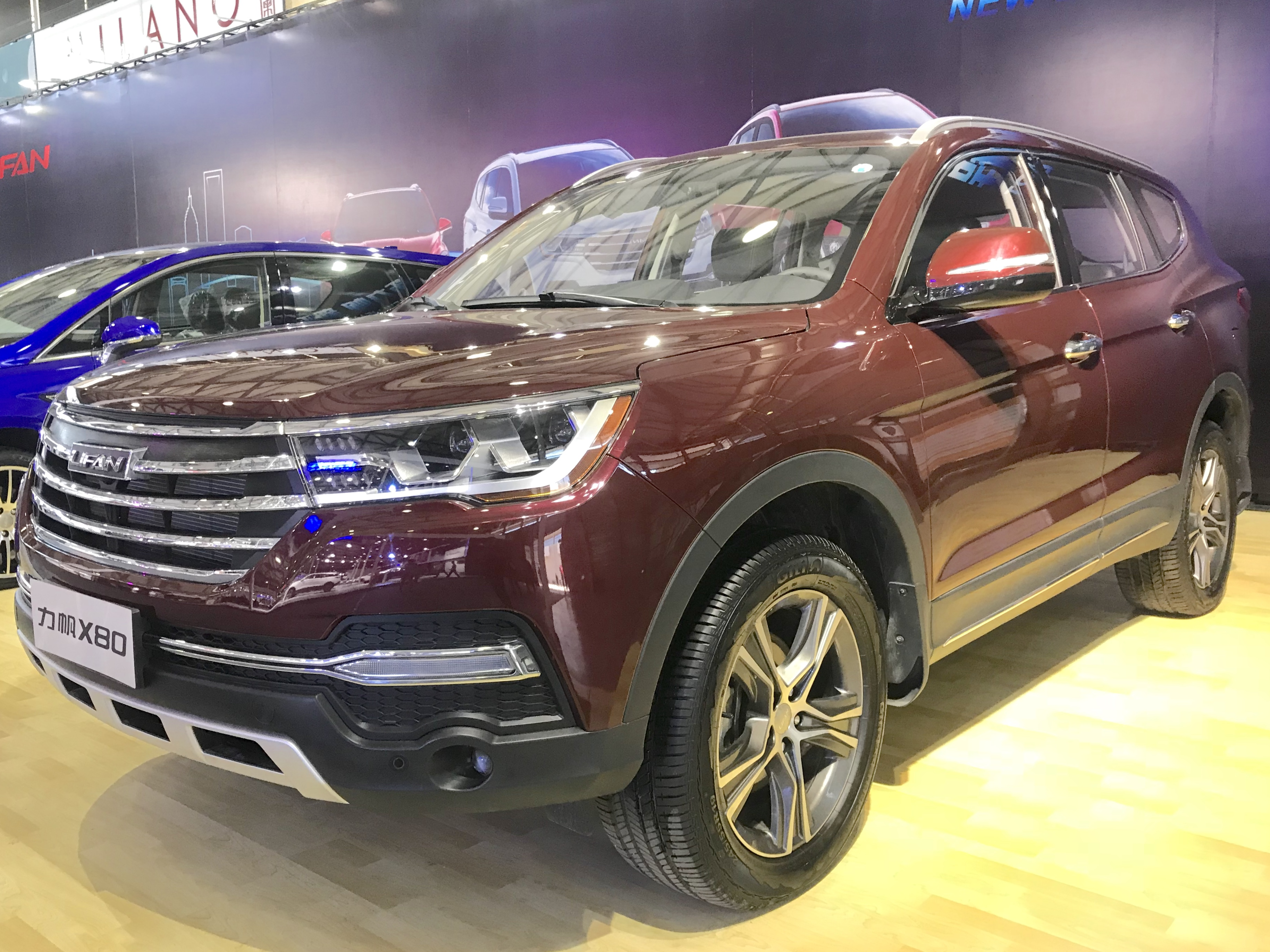
Lifan X80

Lifan is een in Chongqing gevestigde onafhankelijke Chinese fabrikant van motorfietsen, auto's en vrachtwagens. Lifan heeft ongeveer 14.800 werknemers. In 2008 verkocht Lifan 122.783 personenauto's, lichte bedrijfswagens en zware bedrijfswagens, in 2009 104.434 en in 2010 126.402. In de eerste helft van 2011 exporteerde Lifan 439.700 motorfietsen, waarmee het bedrijf van alle Chinese motorfietsfabrikanten de hoogste exportvolumes wist te realiseren. In Nederland worden Lifan motorfietsen bij negen verkooppunten verkocht.

## Historie
Lifan werd in 1992 opgericht door Yin Mingshan. Lifan kreeg in 1998 exportrechten van de autoriteiten. In augustus 2000 kocht Lifan de voetbalclub Huandao Serial A, tegenwoordig Chongqing Lifan Football Club genaamd. In 2001 werd begonnen met de export van motorfietsen naar Japan en in 2003 werd begonnen met de fabricage van bussen.
Honda klaagde Lifan in 2004 aan, omdat de logo's op motorfietsen van Lifan te veel op die van Honda zouden lijken. In 2006 kocht Lifan de rechten van de 1.6 liter Tritec motor, die werd geleverd in de Mini, Chrysler/Dodge Neon en Chrysler PT Cruiser. In 2008 presenteerde Lifan de compacte 320, die een jaar later in productie ging. In 2011 werd de 320 ook leverbaar met CVT afkomstig van Bosch. Lifan had voorheen ook een samenwerking met het in 2005 opgerichte Holland Car, een Ethiopische autoassemblagefabriek, waar tot eind 2008 600 exemplaren van de Abay (Lifan 620) waren verkocht, later volgde de op de Lifan 620 gebaseerde Awash. In 2009 kreeg Holland Car een geschil met Lifan. Lifan Motors zou Holland Car hebben willen overnemenen hebben gedreigd om de contracten te verbreken. Holland Car stapte daarop naar de rechter, omdat het in strijd met de Ethiopische wet zou zijn. De meest belangrijke bron van de controverse zou echter een tekort aan onderdelen dat Holland Car ontving zijn door een tekort aan vreemde valuta waardoor Ethiopië in 2008 werd getroffen. In april 2011 werd bekend dat Antonov vanaf 2012 jaarlijks minimaal 20.000 versnellingsbakken van het type TX6 aan Lifan zou gaan leveren.
In 2008 exporteerde Lifan zijn auto's, vrachtauto's en motoren naar 118 landen. Lifan had in 2010 zijn beursintroductie aan de Shanghai Stock Exchange. In het eerste halfjaar van 2011 zag Lifan zijn autoverkopen met 41.8% toenemen. Lifan begon eind 2011 met de bouw van een tweede fabriek in China, die in 2013 operationeel moest zijn en een productiecapaciteit van 150.000 auto's op jaarbasis zou krijgen. Tevens werd de bestaande fabriek aangepast en uitgebreid, waardoor de productiecapaciteit groeide van 100.000 naar 180.000 auto's op jaarbasis. Vanaf 2015 hoopte Lifan jaarlijks 400.000 auto's te produceren. Tot en met november 2011 stegen de verkopen van Lifan met 60% ten opzichte van 2010, waardoor de afzet in 2011 tot rond de 200.000 auto's zou groeien.

## Botsproeven
Het Chinese botsinstituut C-NCAP heeft in 2006 en 2007 twee modellen van Lifan aan een botsproef onderworpen:
| Merk en model | Sterren | Puntenscore |
| ------------- | ------- | ----------- |
| Lifan 520     | ★★      | 16,0        |
| Lifan 620     | ★★★     | 33,4        |

## Modellen
- 2009-heden Lifan 320 (Smily)
- 2005-heden Lifan 520
  - 2005-heden Lifan 520 (Breez)
  - 2007-heden Lifan 520i (520/Breez hatchback)
- 2008-heden Lifan 620 (Solano)
- 2011-heden Lifan X60
- 2005-heden Lifan LF1010/1011/1012/5010/6350[18]
- 2005-heden Lifan LF6361
- 2005-heden Lifan LF6470
- 2010-heden Lifan Fengshun (Foison/Minivan)
- 2011-heden Lifan Xingshun
- 2005-heden Lifan LF1012
- 2005-heden Lifan LF5022/5024

### Komende modellen
- 2012 Lifan 720
- 2012 Lifan 520 II
- 2012 Lifan 820

### Concept cars
- 2004 Lifan 1
- 2007 Lifan 620
- 2008 Lifan 320
- 2009 Lifan Fengshun
- 2010 Lifan 620 EV
- 2010 Lifan X60
- 2011 Lifan 720